# Нижній Струтинь
Нижній Стру́тинь (давніше Нижній Струтин) — село в Рожнятівській селищній громаді Калуського району Івано-Франківської області.

## Розташування
Мальовниче село розташоване на правому березі річки Чечви, за 3 км від районного центру і за 10 км від залізничної станції Рожнятів. Через село протікає потік Сенева. Поруч із селом розташований Чечвинський туфовий горизонт.

## Історія
На його території розкопано гончарну піч початку н. е. та могильник культури карпатських курганів. Виявлено також давньоруське городище. В 1912 році проводилися розкопки польським вченим І. Коперницьким, а у 1935 та 1937 рр. українським дослідником Ярославом Пастернаком. На сьогоднішній день досліджено 16 із 46 курганів. На території села померлих ховали з кінця II ст. н. е. до IV ст. н. е.
Село відоме з XVIII століття. За іншими даними Нижній Струтинь був заснований у 1411 році. У податковому реєстрі 1515 року в селі документується недіючий млин та 7 ланів (близько 175 га) оброблюваної землі.
У 1648 році жителі села брали активну участь у народному повстанні, за що їх очікувала кривава розправа після відходу Хмельницького.
У 1786 р. в селі було 98 хат і 486 мешканців.
У 1939 році в селі проживало 3060 мешканців (3040 українців, 5 поляків, 15 латинників).
В рядах ОУН і УПА загинули десятки жителів села. За даними облуправління МГБ у 1949 р. в Рожнятівському районі підпілля ОУН найактивнішим було в селах Сваричів, Нижній Струтинь і Цінева.
За часів СРСР в селі був розташований колгосп «Ленінським шляхом», який мав 3768 га сільськогосподарських угідь. Виробничий напрям — м'ясо-молочне тваринництво, вирощування льону. У Нижньому Струтині працював деревообробний цех районного побутового комбінату.
В Нижньому Струтині працює ліцей, клуб, бібліотека. В центрі села встановлено пам'ятник полеглим у роки Другої світової війни.
У 2025 р. встановлена сонячна електростанція 7 кВт на амбулаторії загальної практики-сімейної медицини.

## Населення

### Мова
Розподіл населення за рідною мовою за даними перепису 2001 року:
| Мова       | Кількість | Відсоток |
| ---------- | --------- | -------- |
| українська | 3015      | 99.74%   |
| російська  | 6         | 0.19%    |
| білоруська | 2         | 0.07%    |
| Усього     | 3023      | 100%     |

## Відомі особи
- Бабій Марія Петрівна — українська поетеса.
- Бігун Роман Ярославович — український футболіст.
- Луців Василь-Орест Миколайович — професор-славіст, вчений, меценат, голова об'єднання українських педагогів Канади.
- Костишин Михайло Йосипович — учасник Євромайдану. Один із Небесної сотні. Герой України[10].
- Щуровський Володимир — лікар-інтерніст, громадський діяч, член Українського лікарського товариства, дійсний член НТШ.